# Главные командования войск направлений
Главное командование войск направления — временный орган военного управления (главное командование), стратегического (оперативно-стратегического) руководства войсками (силами)(группой округов или фронтов) Вооружённых Сил СССР, на театре войны (театре военных действий (ТВД)) или стратегическом направлении ТВД.
ГК войск направления возглавлялось назначенным Верховным Главнокомандующим Вооружёнными Силами СССР руководителем (начальником), которому были подчинены управление (штаб) войск направления и командование оперативными объединениями видов вооружённых сил, отдельного рода войск (сил), специальных войск и других формирований. Деятельность главных командований координировалась Верховным Главным Командованием.
В Вооружённых Силах СССР во время и после Великой Отечественной войны и в 1979—1992 годах существовали Главные командования войск направлений и Дальнего Востока.

## История
17 мая 1935 года было радикально изменено военно-административное деление в РККА и ВМФ ВС Союза ССР, в связи с возрастающей угрозой вооруженной агрессии против Советского Союза. Старая мобилизационная доктрина РККА и ВМФ и её структуры были признаны не отвечающей потенциальным военным угрозам для Союза ССР. Поэтому вместо 8 военных округов и двух отдельных армий были созданы 13 военных округов — Московский, Ленинградский, Белорусский, Киевский, Харьковский, Северо-Кавказский, Закавказский, Средне-Азиатский, Приволжский, Уральский, Сибирский, Забайкальский и Дальневосточный. Помимо бывшего деления военных округов на «приграничные» и «внутренние», появилось новое деление на «лобовые» и «тыловые». Предполагалось, что «лобовые» приграничные округа будут разворачиваться во фронты, а мобилизационный ресурсы «тыловых» округов будут их питать людскими и материальными ресурсами. Группы в составе одного приграничного и двух внутренних военных округов стали составлять стратегическое направление.

## Главные командования войск направлений 1941—1942 годов
Главные командования войск направлений 1941—1942 годов — промежуточный орган стратегического руководства Вооружённых Сил СССР между Ставкой и фронтами, флотами и флотилиями в Великой Отечественной войне. Образованы в 1941—1942 годах на основных театрах военные действий. Причиной стало стремление облегчить руководство боевыми действиями и лучше организовать взаимодействие фронтов на основных стратегических направлениях, в условиях частого отсутствия связи между Ставкой и фронтами. Главнокомандующие войск направлений в своей работе опирались изначально на штабы подчинённых им фронтов, затем были созданы собственные штабы Главных командований войск направлений (штаб главкома войск Западного направления насчитывал 110 человек, штаб главкома войск Северо-Западного направления — 190 человек, штаб главкома войск Юго-Западного направления — 215 человек). Главные командования войск направлений отвечали за оперативно-стратегическое руководство войсками подчинённых им фронтов. Однако возложенной на них роли они не сыграли ввиду отсутствия у главнокомандующих подчинённых им непосредственно резервов, размытости границ ответственности между главнокомандующим и командующими подчинённых им фронтов, инициативы ведения боевых действий в руках противника и ряда других факторов. Однако имелся и положительный момент: в первые месяцы войны именно Главные командования войск направлений своей активной работой сумели сначала восстановить, а затем стабилизировать нарушение управление фронтами и армиями со стороны Ставки и Генерального штаба. Поэтому постепенно все главнокомандующие войск направлений были упразднены. С учётом их опыта Главное командование войск Дальнего Востока в 1945 году создавалось на иных принципах, было строго централизованным и Ставка минуя главкома в работу фронтов не вмешивалась.

### Главное командование войск Западного направления
Существовало с 10 июля по 10 сентября 1941 года. Ему подчинялись вначале Западный фронт и Пинская военная флотилия, затем Западный, Резервный и Центральный фронты. Вторично существовало с 1 февраля по 5 мая 1942 года, тогда в его подчинении находились Западный и Калининский фронты.
Главнокомандующие
- Маршал Советского Союза Тимошенко, Семён Константинович (10 июля — 10 сентября 1941),
- Генерал армии Жуков, Георгий Константинович (1 февраля — 5 мая 1942),

Член Военного совета
- член ЦК ВКП (б) Булганин, Николай Александрович (10 июля — 10 сентября 1941, 1 февраля — 5 мая 1942).

Начальники штаба
- Генерал-лейтенант Маландин, Герман Капитонович (10 — 21 июля 1941),
- Маршал Советского Союза Шапошников, Борис Михайлович (21 — 30 июля 1941),
- Генерал-лейтенант Соколовский, Василий Данилович (30 июля — 10 сентября 1941, 1 февраля — 5 мая 1942).

### Главное командование войск Северо-Западного направления
Существовало с 10 июля по 27 августа 1941 года. Ему подчинялись Северный и Северо-Западный фронты, а также Северный и Балтийский флоты.
Главнокомандующий
- Маршал Советского Союза Ворошилов, Климент Ефремович (10 июля — 27 августа 1941).

Член Военного совета
- Секретарь ЦК ВКП (б) Жданов, Андрей Александрович (10 июля — 27 августа 1941).

Начальники штаба
- Генерал-майор Захаров, Матвей Васильевич (10 июля — 4 августа 1941),
- Генерал-майор Цветков, Александр Семёнович (4 — 27 августа 1941).

### Главное командование войск Юго-Западного направления
Существовало с 10 июля 1941 года по 21 июня 1942 года. Ему подчинялись Юго-Западный, Южный (сентябрь-октябрь 1941 года), Брянский (декабрь 1941 года — 1 апреля 1942 года) фронты, а также Черноморский флот (до апреля 1942 года).
Главнокомандующие
- Маршал Советского Союза Будённый, Семён Михайлович (10 июля — 12 сентября 1941),
- Маршал Советского Союза Тимошенко, Семён Константинович (13 сентября 1941 — 21 июня 1942).

Член Военного совета
- Секретарь ЦК ВКП (б) Хрущёв, Никита Сергеевич (10 июля 1941 — 21 июня 1942).

Начальники штаба
- Генерал-майор Покровский, Александр Петрович (10 июля — 16 октября 1941),
- Генерал-майор, с 9 ноября 1941 — генерал-лейтенант Бодин, Павел Иванович (16 октября — 28 декабря 1941),
- Генерал-лейтенант Баграмян, Иван Христофорович (28 декабря 1941 — 21 июня 1942).

### Главное командование войск Северо-Кавказского направления
Существовало с 21 апреля по 19 мая 1942 года. Ему подчинялись Крымский фронт, Севастопольский оборонительный район, Северо-Кавказский военный округ, а также Черноморский флот и Азовская военная флотилия.
Главнокомандующий
- Маршал Советского Союза Будённый, Семён Михайлович (21 апреля — 19 мая 1942).

Член Военного совета
- 1-й секретарь Краснодарского краевого комитета ВКП (б) Селезнёв, Пётр Иануарьевич (21 апреля — 19 мая 1942).

Начальник штаба
- Генерал-майор Захаров, Георгий Фёдорович (21 апреля — 19 мая 1942).

### Главное командование советских войск на Дальнем Востоке (1945 год)
Главное командование советских войск на Дальнем Востоке — орган стратегического руководства всеми сухопутными и морскими силами, сосредоточенными для действий против вооружённых сил Японии в советско-японской войне 1945 года. Существовало с 30 июля по 17 декабря 1945 года. Ему подчинялись Забайкальский, Дальневосточный (с 5 августа 1945 года — 2-й Дальневосточный) фронты, Приморская группа войск (с 5 августа 1945 года — 1-й Дальневосточный фронт).
Главнокомандующий
- Маршал Советского Союза Василевский, Александр Михайлович (30 июля — 17 декабря 1945).

Член военного совета
- Генерал-лейтенант, с 8 сентября 1945 — генерал-полковник Шикин, Иосиф Васильевич (30 июля — 17 декабря 1945).

Начальник штаба
- Генерал-полковник Иванов, Семён Павлович (30 июля — 17 декабря 1945).

## Главное командование войск Дальнего Востока (1947—1953 гг.)
Главное командование войск Дальнего Востока — орган стратегического руководства дальневосточной группировкой Вооружённых Сил СССР в 1947—1953 годах. Существовало с 22 мая 1947 года по 23 апреля 1953 года. Объединяло Дальневосточный, Приморский и Забайкальский военные округа (в целом 5 общевойсковых и 1 механизированная армии, 3 воздушные армии, включавшие 21 стрелковую дивизию, 10 танковых и механизированных дивизий, 7 пулемётно-артиллерийских дивизий, 17 авиационных дивизий), а также: 5-й ВМФ, 7-й ВМФ, Амурская военная флотилия, Дальневосточный округ ПВО, 37-й гвардейский воздушно-десантный корпус. В оперативном отношении Главному командованию подчинялись также 2-й смешанный авиационный корпус Резерва Верховного Главнокомандования и 3-я воздушная армия дальней авиации. Штаб в Хабаровске.

### Командование в 1947—1953 гг.
Главнокомандующий 
- Маршал Советского Союза Малиновский, Родион Яковлевич (май 1947 — май 1953);

Члены Военного совета
- генерал-лейтенант Тевченков, Александр Николаевич (май 1947 — июнь 1949),
- генерал-лейтенант Пигурнов, Афанасий Петрович (июнь 1949 — июль 1950),
- генерал-лейтенант Аношин, Иван Семёнович (июль 1950 — май 1953);

Начальники штаба
- генерал армии Пуркаев, Максим Алексеевич (май 1947 — июль 1952),
- генерал-лейтенант Ломов, Николай Андреевич (июль 1952 — май 1953);

Командующий артиллерией
- генерал-полковник артиллерии Одинцов, Георгий Федотович (май 1947 — май 1953);

Командующие ВВС
- генерал-полковник авиации Красовский, Степан Акимович (май 1947 — сентябрь 1951),
- генерал-полковник авиации Рыбальченко, Степан Дмитриевич (октябрь 1951 — май 1953).[4]

## Главные командования войск направлений 1979—1992 годов
Главные командования войск направлений в Вооружённых Силах СССР — органы управления оперативно-стратегическими группировками войск на стратегических направлениях. В 1979 году образовано Главное командование войск Дальнего Востока, в сентябре 1984 года — Главные командования войск Западного, Юго-Западного и Южного направлений. Создание главных командований было признано необходимым в силу сложности проблемы обеспечения коллективной безопасности государств — участников Варшавского Договора, ввиду масштабов военных приготовлений блока НАТО, исходя из характера возможной войны. За основу была принята точка зрения, что без единого централизованного руководства войсками и флотами всех союзных стран в масштабе театра военных действий рассчитывать на успех в будущей войне невозможно. К тому времени в НАТО достаточно долго существовали созданы три главных командования объединённых вооружённых сил на Северо-Европейском, Центрально-Европейском и Южно-Европейском театрах военных действий и советское военное руководство пришло к выводу, что вероятный противник принял правильное решение: эти главные командования находились в высокой степени готовности и в угрожаемый период могли немедленно взять управление войсками на себя; они располагали современными пунктами управления с большим количеством средств связи и автоматизированных систем управления. Был критически осмыслен и опыт создания главных командований войск управлений в годы Великой Отечественной войны, когда их импровизированное создание, как правило, не улучшало, а нередко и ухудшало руководство войсками. Главной задачей было поставлено создание работоспособной системы управления как на мирное, так и на военное время.
Основную работу по созданию главных командований и разработке принципов руководства ими союзными войсками проводило главное командование Объединённых Вооружённых сил государств — участников Варшавского Договора под персональным руководством главнокомандующего Маршала Советского Союза В. Г. Куликова и начальника штаба ОВС генерала армии A. И. Грибкова, с привлечением генеральных штабов союзных армий. На практике новая система была опробована в ходе оперативно-стратегических учений «Союз-83», когда впервые управление главного командования на Западном ТВД было развернуто до полного штата за счет генералов и офицеров четырёх союзных армий (ННА ГДР, Войска Польского, ЧНА и Советской армии), принявшее на себя полноценное руководство задействованными в учении войсками. После анализа результатов учения и доработки выявленных в их ходе проблем в следующем году штабы главных командований были сформированы и приступили к работе.
Упразднены в июне 1992 года в условиях полного изменения военно-стратегической обстановке в Европе.

### Главное командование войск Дальнего Востока
Сформировано в феврале 1979 года, в период нового обострения советско-китайских отношений в связи с нападением КНР на Вьетнам. Объединяло Дальневосточный и Забайкальский военные округа, а также Тихоокеанский флот. Штаб в Улан-Удэ. В марте 1992 года преобразовано в командование, а в июне того же года упразднено.
Главнокомандующие
- 1979—1980 — генерал армии Петров, Василий Иванович;
- 1980—1984 — генерал армии Говоров, Владимир Леонидович;
- 1984—1986 — генерал армии Третьяк, Иван Моисеевич;
- 1986—1989 — генерал армии Волошин, Иван Макарович;
- 1989—1992 — генерал-полковник Ковтунов, Александр Васильевич.

### Главное командование войск Западного направления
Объединяло Западную, Центральную и Северную группу войск, Белорусский и Прикарпатский военные округа. В оперативном подчинении находились Балтийский флот, воздушная армия ВГК и 2-я отдельная армия ПВО.
Являлось самым важным направлением, чем обусловлена и его мощь — 5 танковых армий (1, 2, 5-я гвардейские, 7-я и 8-я), 6 общевойсковых армий (8-я и 20-я гвардейские, 3, 13, 28, 38-я) и 28-й армейский корпус, а также 5 воздушных армий — 4, 14, 16, 26, 36-я. К моменту начала вывода войск из Западной и Центральной Европы и массовых сокращений Вооруженных Сил на данном направлении насчитывалось 50 дивизий — 26 танковых и 24 мотострелковые, из которых около 35 были развёрнуты по полному штату.
Штаб в городе Легница (Польша), с 1991 года — в Смоленске.
Главнокомандующие:
- 1984—1988 — Маршал Советского Союза Огарков, Николай Васильевич;
- 1988—1992 — генерал армии Постников, Станислав Иванович.

### Главное командование войск Юго-Западного направления
Объединяло Южную группу войск (но без авиации), Киевский и Одесский военные округа, а также Черноморский флот. Штаб в Кишинёве.
Направлению подчинялись 3 гвардейские армии (1-я и 14-я общевойсковые и 6-я танковая) и 22 дивизии (7 танковых, 14 мотострелковых и 1 воздушно-десантная), включая учебные, 24-я воздушная армия ВГК ОН.
Главнокомандующие:
- 1984—1989 — генерал армии Герасимов, Иван Александрович;
- 1989—1992 — генерал-полковник Осипов, Владимир Васильевич.

### Главное командование войск Южного направления
Объединяло Северо-Кавказский, Закавказский и Туркестанский военные округа, а также Каспийскую флотилию.
Для данного направления характерна чисто оборонительная направленность. Состав: 2 воздушно-десантные и 25 мотострелковых дивизий. Штаб дислоцировался в Баку.
Главнокомандующие:
- 1984—1985 — генерал армии Максимов, Юрий Павлович;
- 1985—1989 — генерал армии Зайцев, Михаил Митрофанович;
- 1989—1992 — генерал армии Попов, Николай Иванович.